# ノーランドエア
ノーランドエア(Norlandair)は、アイスランドの航空会社である。

## 歴史
ノーランドエアは2008年、アイスランドのアークレイリにおいて、エア・アイスランドのDHC-6を引き継ぐ形で設立された。「ノーランドエア」(Norlandair)の名称は、同じアークレイリに存在し、1997年にアイスランド航空の国内線部門と合併してエア・アイスランドとなった航空会社Flugfélag Norðurlandsが合併前に使用していた英語名称の一つであることから、この会社設立はFlugfélag Norðurlandsの復活ともみなされている。
設立後はチャーター便の運航やアークレイリから周辺各地への定期路線の運航を行っている。2011年にはエア・グリーンランドからDHC-6機の譲渡を受け、ノーランドエアの25%をエア・グリーンランドが所有する形となっている。

## 就航都市
| 国             | 都市 |
| -------------- | --- |
| アイルランド   | ヴォプナフィヨルズル、ソールスヘプン、レイキャヴィーク、ビールドゥダールル 、ギョーグル、アークレイリ、グリムセイ、ホルナフィヨルズゥル |
| グリーンランド | イトコルトルミット |

## 機材

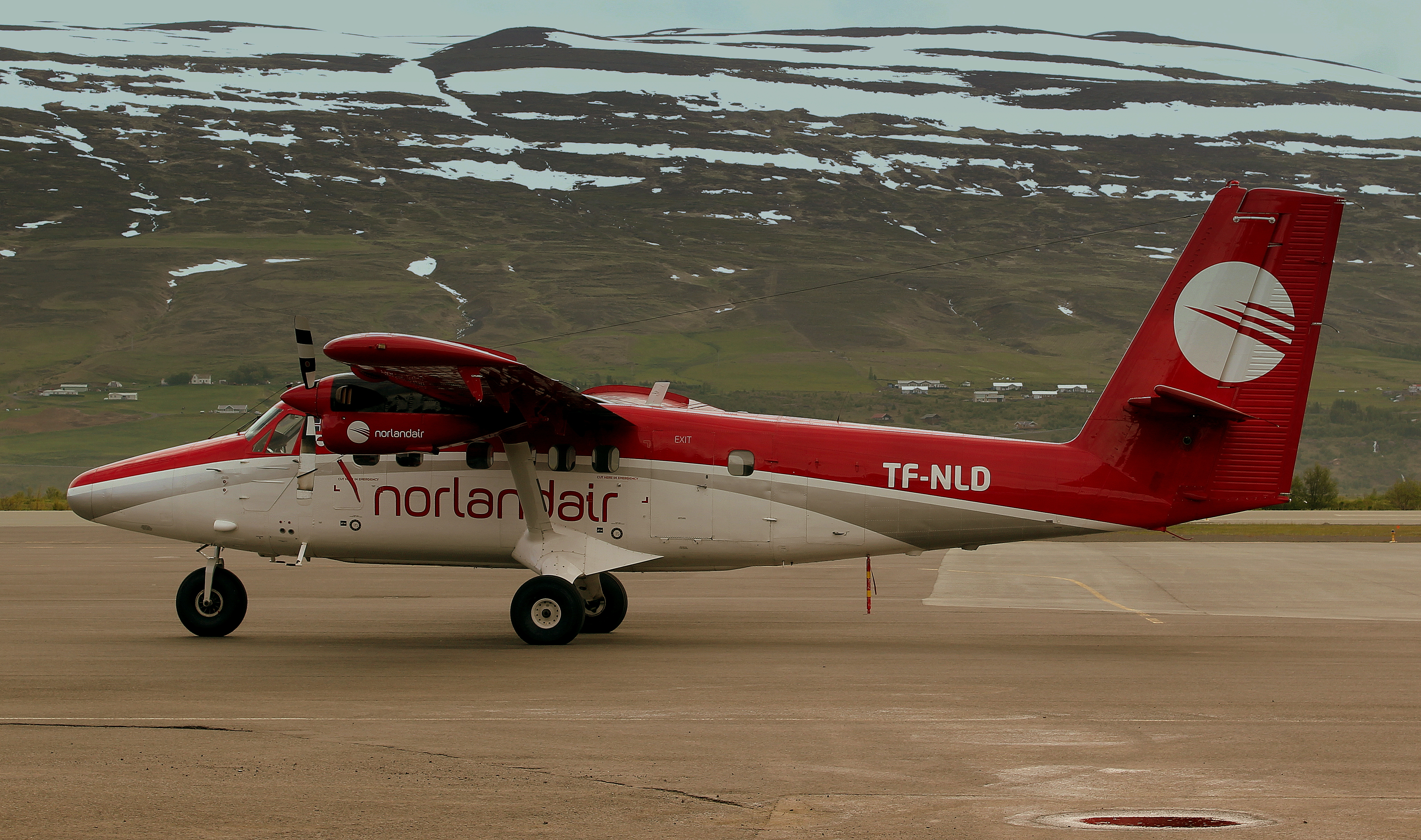
DHC 6

2025年現在の機材は以下の通りである。3機とも機齢50年程度の中古機である。
| 機種                    | 保有数 |
| ----------------------- | ------ |
| DHC 6-300ツインオッター | 3      |